# Seznam měst v Asii
Toto je seznam měst v asijských zemích. Seznam zahrnuje města na území Asie a na územích náležících asijským státům, která se nacházejí mimo asijské území.

## Země
| - Afghánistán - Arménie - Ázerbájdžán - Bahrajn - Bangladéš - Bhútán - Brunej - Čína - Filipíny - Gruzie - Indie - Indonésie - Irák - Írán - Izrael - Japonsko - Jemen - Jižní Korea - Jordánsko - Kambodža - Katar - Kazachstán - Kuvajt - Kypr - Kyrgyzstán | - Laos - Libanon - Malajsie - Maledivy - Mongolsko - Myanmar - Nepál - Omán - Pákistán - Palestina - Rusko - Saúdská Arábie - Severní Korea - Singapur - Spojené arabské emiráty - Srí Lanka - Sýrie - Tádžikistán - Tchaj-wan - Thajsko - Turecko - Turkmenistán - Uzbekistán - Vietnam - Východní Timor |